# Psychotria tomaniviensis
Psychotria tomaniviensis är en måreväxtart som beskrevs av Albert Charles Smith. Psychotria tomaniviensis ingår i släktet Psychotria och familjen måreväxter. Inga underarter finns listade i Catalogue of Life.